# Копривщенска котловина
Копривщенската котловина е малка котловина в централната част на Същинска Средна гора, в Софийска област.
Копривщенската котловина е разположена в централната част на Същинска Средна гора, на 1020 м н.в. Дължината ѝ от север на юг е около 4 км, а ширината – 1 км. Образувана е през младия терциер като грабеново понижение. Изградена е от гнайси, покрити с алувиално-делувиални наноси. Оградните ѝ склонове са много добре очертани, а котловинното дъно е разчленено. Климатът е планински, със средна годишна температура 6,7 °C, средна януарска -4,3 °C, средна юлска 16,9 °C. Годишна сума на валежите 748 мм. Отводнява се от горното течение на река Тополница и нейните малки притоци. Развива се животновъдство, дърводобив, дървообработване, килимарство и курортно дело.
Единстеното селище в котловината е град Копривщица, който е обявен за исторически и архитектурен резерват със своите десетки възрожденски къщи.
През котловината от север на юг, на протежние от 4,5 км преминава участък от третокласен път № 606 от Държавната пътна мрежа гара Копривщица – Стрелча – Труд.

## Топографска карта
- Лист от карта K-35-49. Мащаб: 1 : 100 000.